# FN SPR
FN SPR —  американская снайперская винтовка.
Находится на вооружении снайперов Федерального Бюро Расследований (ФБР) США.
Для стрельбы из снайперской винтовки применяются винтовочные патроны 7,62 мм NATO (.308 Winchester), .300WSM (Winchester Short Magnum). Огонь из снайперской винтовки ведётся одиночными выстрелами.
В основу винтовки положена затворная группа винтовки Winchester 70 Classic.
Винтовка выпускается в 5 базовых вариантах, от А1 до А5.